# 戴帽葉猴
戴帽葉猴（學名Trachypithecus pileatus）是猴科烏葉猴屬體型較大的一種，分佈於印度東北部、孟加拉國、緬甸北部和中國西南部，在中國境内僅見於云南西北部的贡山一帶。由於其頭頂長有長而柔軟的絨毛，貌似戴帽，故而得名。臉部、四肢和尾部的末端為黑色，其餘部分為灰色。棲息地包括亞熱帶和熱帶的乾燥森林。由於棲息地的破壞和喪失，數量日益減少，為中國國家一級保護動物。